# Alpha Ethniki 1965-1966
L'Alpha Ethniki 1965-1966 fu la 30ª edizione della massima serie del campionato di calcio greco, conclusa con la vittoria del Olympiacos, al suo sedicesimo titolo.
Capocannoniere del torneo fu Dīmītrios Papaïōannou (AEK Atene), con 24 reti.

## Formula
Come nelle stagioni precedenti le squadre partecipanti furono 16 e disputarono un girone di andata e ritorno per un totale di 30 partite con le ultime due retrocesse in Beta Ethniki.
Il punteggio prevedeva tre punti per la vittoria, due per il pareggio e uno per la sconfitta.
L'AEK Atene e il Panionios furono penalizzate di un punto.
Le squadre ammesse alle coppe europee furono tre: i campioni alla Coppa dei Campioni 1966-1967, la vincitrice della coppa nazionale alla Coppa delle Coppe 1966-1967 e un'ulteriore squadra alla Coppa delle Fiere 1966-1967.

## Squadre partecipanti
| Squadra         | Città      | Stadio | Stagione 1964-1965 |
| --------------- | ---------- | ------ | ------------------ |
| AEK Atene       | Atene      |        | 2°                 |
| Apollōn Smyrnīs | Atene      |        | 6°                 |
| Arīs Salonicco  | Salonicco  |        | 7°                 |
| Egaleo          | Egaleo     |        | Beta Ethniki       |
| Ethnikos Pireo  | Il Pireo   |        | 9°                 |
| Īraklīs         | Salonicco  |        | 11°                |
| Nikī Volo       | Volos      |        | 13°                |
| Olympiacos      | Il Pireo   |        | 3°                 |
| Panathīnaïkos   | Atene      |        | Campione di Grecia |
| Panaigialeios   | Egio       |        | 14°                |
| Paniōnios       | Nea Smyrnī |        | 10°                |
| Panserraïkos    | Serres     |        | Beta Ethniki       |
| PAOK            | Salonicco  |        | 8°                 |
| Pierikos        | Katerini   |        | 5°                 |
| Proodeftikī     | Korydallos |        | 4°                 |
| Trikala         | Trikala    |        | 12°                |

## Classifica finale
|                   | Pos. | Squadra         | Pt | G  | V  | N | P  | GF | GS | DR  |
| ----------------- | ---- | --------------- | -- | -- | -- | - | -- | -- | -- | --- |
| Grecia (bandiera) | 1.   | Olympiacos      | 80 | 30 | 23 | 4 | 3  | 67 | 18 | +49 |
|                   | 2.   | Panathīnaïkos   | 79 | 30 | 23 | 3 | 4  | 85 | 24 | +61 |
|                   | 3.   | AEK Atene       | 71 | 30 | 19 | 5 | 6  | 58 | 26 | +32 |
|                   | 4.   | Paniōnios       | 60 | 30 | 12 | 7 | 11 | 38 | 37 | +1  |
|                   | 5.   | Arīs Salonicco  | 60 | 30 | 11 | 8 | 11 | 42 | 42 | 0   |
|                   | 6.   | PAOK            | 59 | 30 | 10 | 9 | 11 | 43 | 49 | -6  |
|                   | 7.   | Ethnikos Pireo  | 58 | 30 | 12 | 4 | 14 | 43 | 42 | +1  |
|                   | 8.   | Pierikos        | 57 | 30 | 12 | 3 | 15 | 40 | 40 | 0   |
|                   | 9.   | Egaleo          | 56 | 30 | 9  | 8 | 13 | 43 | 54 | -11 |
|                   | 10.  | Apollōn Smyrnīs | 56 | 30 | 9  | 8 | 13 | 29 | 37 | -8  |
|                   | 11.  | Trikala         | 56 | 30 | 9  | 8 | 13 | 38 | 56 | -18 |
|                   | 12.  | Īraklīs         | 56 | 30 | 10 | 6 | 14 | 23 | 43 | -20 |
|                   | 13.  | Proodeftikī     | 55 | 30 | 8  | 9 | 13 | 42 | 48 | -6  |
|                   | 14.  | Panserraïkos    | 55 | 30 | 8  | 9 | 13 | 29 | 42 | -13 |
|                   | 15.  | Panaigialeios   | 55 | 30 | 10 | 5 | 15 | 27 | 44 | -17 |
|                   | 16.  | Nikī Volo       | 44 | 30 | 4  | 6 | 20 | 20 | 65 | -45 |

Legenda:

      Campione di Grecia
      Invitato alla Coppa delle Fiere in rappresentanza di Salonicco
      Ammesso alla Coppa delle Coppe
      Retrocesso in Beta Ethniki
Note:

Tre punti a vittoria, due a pareggio, uno a sconfitta.
AEK Atene e Panionios penalizzate di 1 punto

### Verdetti
- Olympiacos campione di Grecia 1965-66 e qualificato alla Coppa dei Campioni
- AEK Atene qualificato alla Coppa delle Coppe
- Panegialios e Niki Volou retrocesse in Beta Ethniki.